# Monoquíni

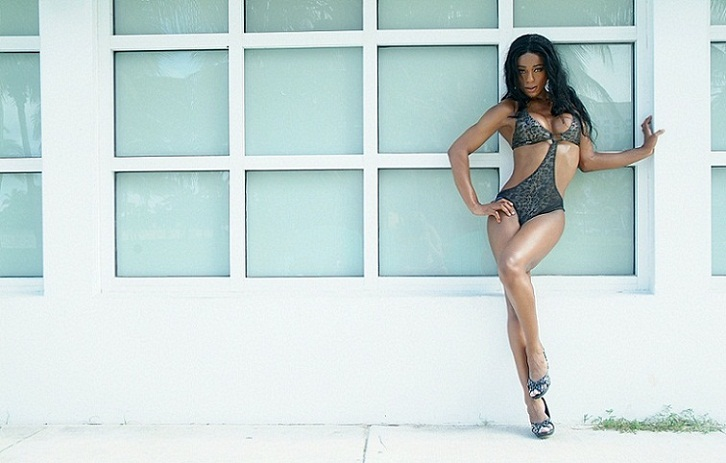
O tipo mais conservador de monoquíni.

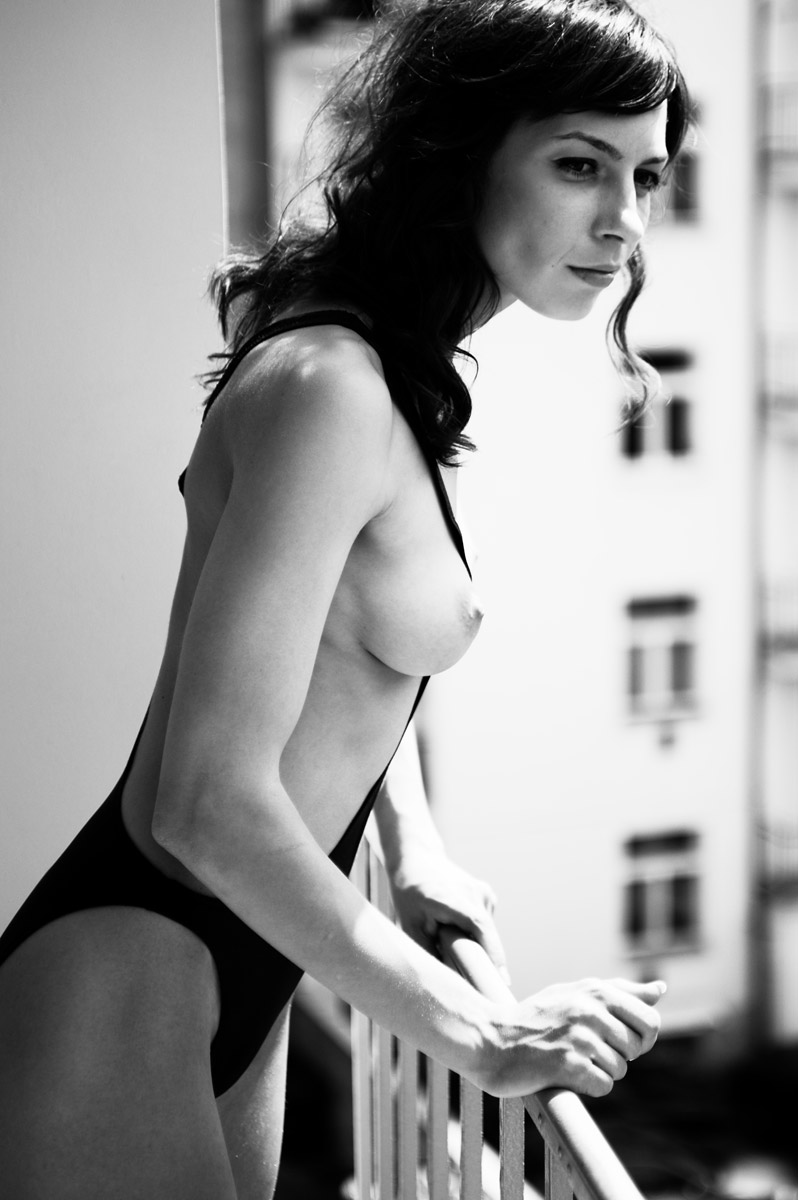
Desenho original do monoquíni por Rudi Gernreich em 1964.

Monoquíni ou monokini é um maiô com grandes cortes nas laterais, na frente e atrás, também sendo referido como uniquíni ou unikini. Outro tipo de monoquíni é uma roupa feminina de uma peça que compreende somente a parte de baixo de um biquíni, deixando os seios expostos. O termo monoquíni também é usado para qualquer traje de topless, particularmente a parte de baixo de um biquíni e vestido sem a parte de cima.
Como em todos os trajes de banho, a parte de baixo do monoquíni pode variar em cortes. Alguns têm estilo fio dental nas costas, enquanto outros oferecem cobertura completa da parte traseira. A parte de baixo do monoquíni pode ter alto corte, atingindo até à cintura, com pernas de alto corte, ou pode ser um corte muito mais abaixo, expondo o umbigo. O monoquíni moderno foi projetado a partir do biquíni, e também é descrito como sendo "mais do que um corte de maiô", com desenhistas que usam tecido, malha, corrente, ou outros materiais a vincular as seções de cima e de baixo juntas, apesar do fato de que o aspecto pode não ser funcional, mas sim apenas estético.
O criador do Monoquíni é o austríaco radicado nos Estados Unidos Rudi Gernreich, que desenhou a peça em 1964 e foi usado pela primeira vez pela modelo Peggy Moffitt.